# Consuelo Castro Rey
Consuelo Castro Rey (Ourense, 27 de juliol de 1964) és una jurista espanyola des de juny de 2018 Advocada General de l'Estat-directora del Servei Jurídic de l'Estat. Fins al seu nomenament va ser cap de l'advocacia de l'estat a Galícia. És també vicepresidenta del Grup de Treball sobre Drets Humans i Migració del Comitè de Drets Humans del Consell d'Europa. El 2011 es va convertir en la primera dona electa acadèmica de nombre de la Reial Acadèmia Gallega de Jurisprudència i Legislació on va defensar l'ús del gallec en la justícia en el seu discurs d'incorporació a l'acadèmia.

## Trajectòria
És llicenciada en Dret i va ingressar en el Cos d'Advocats de l'Estat el 1989.
Ha exercit com a advocada en el Ministeri de Sanitat i Consum, en l'Advocacia de l'Estat de la Corunya i en l'Agència Estatal d'Administració Tributària a Galícia. Va exercir el càrrec d'advocada de l'Estat-Cap de la Corunya entre 2004 i 2007, any en el qual va ser designada advocada de l'Estat-Cap de la comunitat autònoma de Galícia. En aquest temps va exercir la defensa de l'ex director general de Marina Mercant José Luis López Sors, únic alt càrrec de l'Administració espanyola implicat en el procediment per la catàstrofe mediambiental del Prestige i que finalment va resultar absolt.
És, a més, vocal del Consell d'Administració i assessora jurídica de l'Autoritat Portuària de la Corunya i vocal de la Comissió de Garanties de Videovigilància de Galícia.
Forma part, com a representant d'Espanya, del Grup de Treball sobre drets humans i migració del Comitè de Drets Humans del Consell d'Europa, en el qual ostenta la vicepresidència.
El juny de 2018 va ser nomenada advocada general de l'Estat-directora del Servei Jurídic de l'Estat a proposta de la ministra de Justícia Dolores Delgado en substitució d'Eugenio López. Castro i el seu equip a més del seu treball en defensa de l'Estat, els seus diferents organismes autònoms, empreses públiques i reguladors i supervisiores s'enfronten al repte de donar forma jurídica a les propostes del govern de Pedro Sánchez, entre elles assessorar en assumptes com el trasllat de les restes de Franco del Valle de los Caídos o la modulació de la reforma laboral.

## Diversitat lingüística
Consuelo Castro és defensora de la normalització lingüística del gallec en l'àmbit de la justícia.
A l'octubre de 2012 va pronunciar el seu discurs com a acadèmica de nombre de la Reial Acadèmia Galega de Xurisprudencia e Lexislación triant el tema diversitat lingüística en el marc polític de l'Estat i del Dret i defensant l'ús de la llengua gallega i convertint-se en la primera dona electa d'aquesta institució.
El juny de 2015 va rebre el premi Peña Novo, un guardó que premia la normalització lingüística en l'àmbit de les administracions públiques, en la vida institucional de Galícia i en la societat en general.